# Політелія
Політелія (дав.-гр. πολυ- — «багато» + θηλή — «грудний сосок») або: додаткові соски́) — аномалія розвитку у вигляді збільшення кількості сосків молочних залоз по молочній лінії тулуба.
Термін політелія може застосовуватися до ссавців, зокрема до людини. Збільшення кількості сосків реєструється з частотою до 2 % у жінок, рідше у чоловіків. Часто їх приймають за родимки. Додаткові соски з'являються повздовж двох похилих ліній, які проведені через місце розташування нормального соска та закінчуються в пахвинній області. Їх класифікують на вісім рівнів розвитку, від простого пучка волосся до мініатюрної молочної залози, яка може виділяти молоко. Термін «політелія» слід відрізняти від полімастії, яка пов'язана з наявністю додаткових молочних залоз.

## Типи
| Тип                      | Залозна тканина | Сосок | Ареола | Жирова тканина | Волосяний пучок |
| ------------------------ | --------------- | ----- | ------ | -------------- | --------------- |
| 1                        | так             | так   | так    | так            |                 |
| 2                        | так             | так   |        |                |                 |
| 3                        | так             |       | так    |                |                 |
| 4                        | так             |       |        |                |                 |
| 5 ("псевдозалоза")       |                 | так   | так    | так            |                 |
| 6 ("політелія")          |                 | так   |        |                |                 |
| 7 ("ареольна політелія") |                 |       | так    |                |                 |
| 8 ("волосяна політелія") |                 |       |        |                | так             |

Політелія означає наявність лише додаткового соска, тоді як полімастія означає присутність додаткових молочних залоз, що зустрічається набагато рідше.
Хоча псевдозалоза (англ. pseudomamma) зазвичай з’являється на молочній лінії, є випадки, коли  псевдозалоза може з’явитися навіть на  стопі.
Було запропоновано можливий зв’язок із пролапсом мітрального клапана.